# پدافند هوایی کوتاه برد

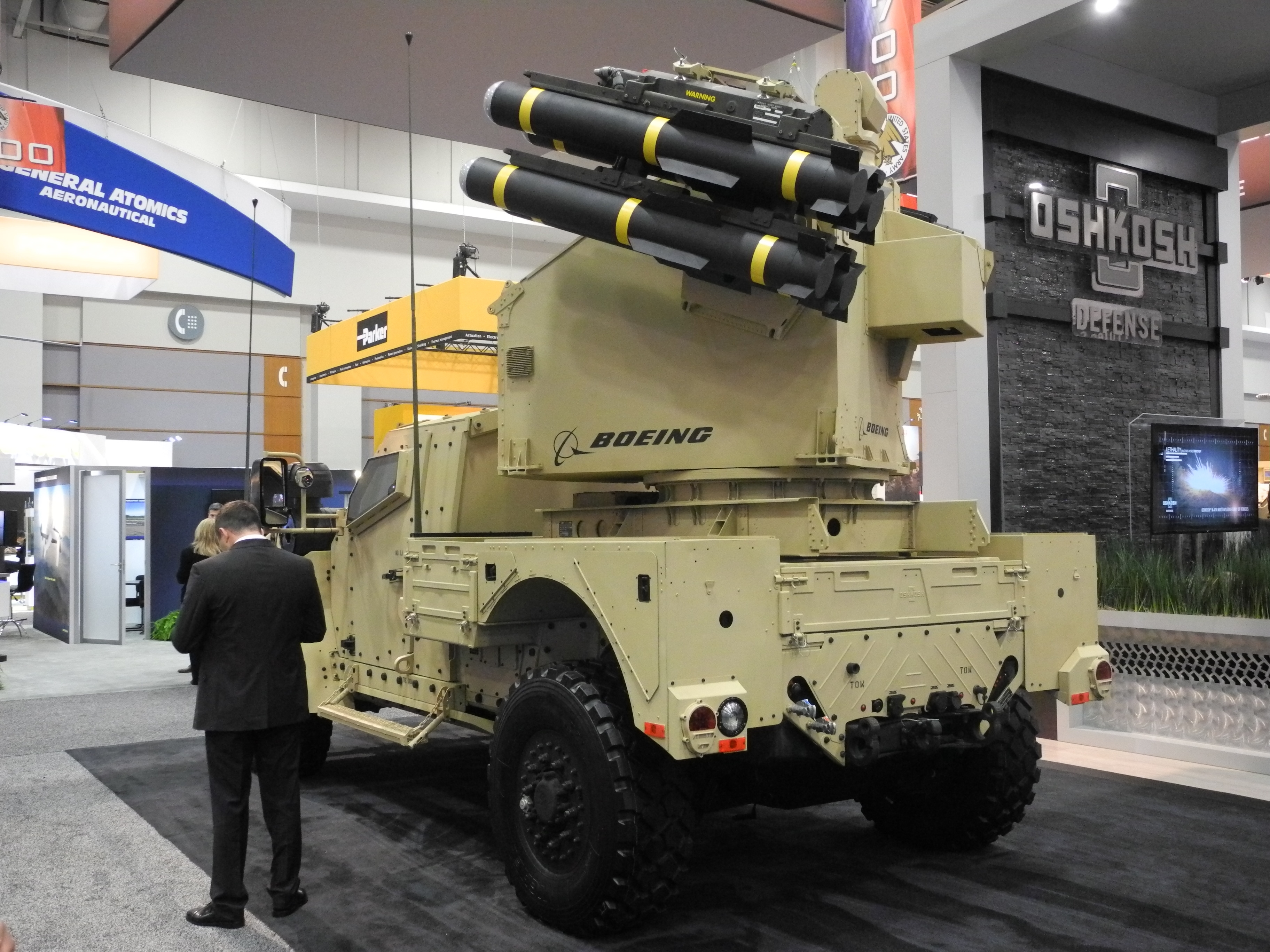
پدافند هوایی کوتاه برد بوئینگ

پدافند هوایی کوتاه برد (انگلیسی: Short range air defense) یا شوراد گروهی از سلاح‌ها و تاکتیک‌های ضدهوایی است که به دفاع در برابر تهدیدات هوایی در ارتفاع پایین، عمدتاً بالگردها و هواپیماهای کم ارتفاع مانند جنگنده ای-۱۰ یا سوخو-۲۵، مربوط می‌شود.
پدافند هوایی کوتاه برد و مکمل‌های آن، سامانه هیماد (پدافند هوایی ارتفاع بالا تا متوسط) و سامانه ضدموشکی تاد (ترمینال پدافند منطقه‌ای ارتفاع بالا)، پدافند هوایی فضای نبرد را بر اساس ارتفاع و برد سلاح‌های دفاعی تقسیم می‌کنند.